# Idea Georgiana
Idea Georgiana (en georgiano: ქართული იდეა) es un partido político de extrama derecha en Georgia, fundado a finales de 2014 por Levan Chachua. En 2024, el control del partido pasó al movimiento de extrema derecha Alt-Info, luego de que su partido, el Movimiento Conservador, fuera cancelado del registro. Sin embargo, a Idea Georgiana se le prohibiría presentarse a las elecciones de 2024 poco después.

## Ideología
El grupo se ha descrito a sí mismo como la voz de los cristianos ortodoxos georgianos y como adherente a los valores cristianos tradicionales. Se lo ha ubicado en la extrema derecha radical del espectro político y sus opiniones se describen como ultraconservadoras, ultranacionalistas, etnocéntricas, homofóbicas y xenófobas. El grupo se ha posicionado como contrario a "abortos, drogas, casinos, LGBT y sectas". El partido también apoya la restauración de la monarquía en Georgia. 
En política exterior, apoya la construcción de alianzas con Rusia basadas en vínculos religiosos y la reanudación del diálogo directo y las relaciones diplomáticas entre Rusia y Georgia, que se encuentran interrumpidas. Además, el partido ha sido frecuentemente tachado de antioccidental, euroescéptico y prorruso.

## Historia
Idea Georgiana fue fundada en 2014 por un preso político reconocido, Levan Chachua. El partido participó en las elecciones parlamentarias de 2016, donde recibió 2.019 votos (0,17%).
En 2018, el grupo presentó una denuncia contra Aiisa, una empresa de condones, ante el Departamento de Supervisión de Tiflis por mostrar un gesto con la mano con los dedos cruzados que se parecía al gesto de la mano de Cristo y la imagen de Tamara la Grande en sus productos. El caso fue remitido al Tribunal Municipal de Tiflis, que declaró a la empresa culpable de desacreditar símbolos religiosos y la multó con 500 GEL y ordenó la retirada de sus productos de los mercados. En 2023, el Tribunal Europeo de Derechos Humanos consideró que la decisión del Tribunal Municipal de Tiflis violaba el artículo 10 del Convenio Europeo de Derechos Humanos y vulneraba el derecho a la libertad de expresión.
El partido ha participado en protestas que han sido descritas como destructivas y violentas. El grupo ha participado en varias protestas anti-LGBT, como las del Orgullo de Tbilisi y lo que han denominado "ideología de género". Durante la proyección de la película LGBT Y después bailamos en 2019, Idea Georgiana, junto con otro grupo de extrema derecha, Marcha Georgiana, organizaron una protesta en la que bloquearon la entrada a la sala de cine donde se estaba proyectando la película, insultando y ahuyentando a las personas que querían asistir a la proyección. El grupo se unió a las protestas contra la construcción de la central hidroeléctrica de Namajvani, donde atacaron y expulsaron a un activista civil por llevar un brazalete LGBT.
Idea Georgiana también participó en las elecciones parlamentarias de 2020 y recibió 8.263 votos (0,43%). Posteriormente, el partido no se presentó a las elecciones locales de 2021.
En 2024, después de que el partido Movimiento Conservador fuera cancelado del registro por un supuesto tecnicismo, los miembros del grupo de extrema derecha Alt-Info anunciaron que se les había otorgado el control del partido Idea Georgiana. El presidente del Movimiento Conservador/Alt Info, Giorgi Kardava, fue posteriormente elegido presidente de Idea Georgiana. Tres días después, la Comisión Electoral Central suspendió el proceso de registro del partido como entidad electoral, limitando aún más la capacidad de Alt-Info de participar en las elecciones parlamentarias de 2024.

## Resultados electorales

### Elecciones parlamentarias
| Elección | Votos | %    | Representantes | +/–         | Posición | Coalición            |
| -------- | ----- | ---- | -------------- | ----------- | -------- | -------------------- |
| 2016     | 2.019 | 0,17 | 0/150          | Nuevo       | 12.º     |                      |
| 2020     | 8.263 | 0,43 | 0/150          | Sin cambios | 13.º     |                      |
| 2024     |       |      | 0/150          |             |          | Alianza de Patriotas |